# Saranella micronotata
Saranella micronotata är en insektsart som först beskrevs av Henry Fairfield Osborn 1928.  Saranella micronotata ingår i släktet Saranella och familjen dvärgstritar.
Artens utbredningsområde är Bolivia. Inga underarter finns listade i Catalogue of Life.